# M/S Tedno
M/S Tedno är en katamaran som byggdes 1973 på Westermoen Hydrofoil A/S i Mandal åt Hardanger Sunnhordlandske Dampskipsselskap för trafik på Vestlandet.
Hon döptes om till Tedno I år 1994 och två senare till Hardangerfjord. Snabbfärjan övertogs av Mørecruise AS i Langevåg i juni 1999. och år 2000 såldes hon till isländska ägare. Hon döptes om till Isafold och fick hemmahamn i Ísafjörður. Katamaranen trafikerade norra delen av Västfjordarna under sommaren 2000 varefter hon lades upp. År 2003 såldes hon till en franskman som är aktiv inom turistnäringen i Senegal. och sattes in på en rutt mellan Saly och ön Gorée.
Fartyget är fortfarande (2019) i drift.